# 冰雪奇缘：生日惊喜
《冰雪奇缘：生日惊喜》（英語：Frozen Fever），是2015年的一部美国电脑动画歌舞奇幻短片，由华特迪士尼动画工作室制作、华特迪士尼影片发行。本短片是2013年动画电影《冰雪奇缘》的续作。由导演克里斯·巴克和珍妮佛·李，主要配音员克里斯滕·贝尔、伊迪娜·门泽尔、乔纳森·格罗夫、乔什·盖德等原班人马回归参与影片制作。
短片于2014年6月开始制作，花费了6个月的时间完成。2015年3月13日，与同为華特迪士尼影業所发行的《灰姑娘》貼片短片上映。影片获得了评论家的积极评价，包括洛佩兹夫妇谱写的新插曲《让你今天过得完美》。

## 劇情
为弥补以前无法陪安娜庆生的亏欠，艾莎在王國臣民以及阿克的協助下，花費幾周筹办一场规模浩大的驚喜生日派对，但艾莎因此疲勞過度而出現感冒跡象。派对當天，當艾莎带领壽星安娜蒐集數量眾多的“生日禮物”时，她每次打喷嚏时都会无意间造出小雪人，这些小雪人不斷想偷吃生日蛋糕，令阿克跟雪宝和小斯只得費盡全力擋下他們。姐妹俩登上钟楼取得最後一項禮物后，艾莎已经發烧得神志不清，差点从楼上掉了下去，安娜便劝她不用再为派对操心，叫她去安心休息，自認又把安娜生日搞砸的艾莎因此情緒十分低落。两人回到城堡，驚訝的發現派對現場被小雪人們鬧的不可開交，但阿克設法保住了生日蛋糕獻給安娜，讓安娜開心不已。艾莎受到熱鬧的氣氛所鼓勵，执意要吹響生日号角讓派對達到高潮，卻打了個大噴嚏而從号角中释放出顆大雪球，它飞越大海後正好把在南方小岛上受罚的汉斯砸到了马粪堆里。尾聲，安娜陪伴艾莎回到床上養病，並說能夠親自照顧姐姐才是她所收到過最好的生日禮物。而那些小雪人也找到了去处，阿克带领它们来到艾莎所建造的北山冰宫，为棉花糖找了一群新朋友。

## 配音員及角色名稱
| 配音          | 配音                  | 配音                  | 角色   | 角色        |
| 美國          | 香港                  | 台灣                  | 中文名 | 英文名      |
| ------------- | --------------------- | --------------------- | ------ | ----------- |
| 克莉絲汀·貝爾 | 糖妹                  | 曾詩淳 劉軒蓁（配唱） | 安娜   | Anna        |
| 伊迪娜·曼佐   | 黃紫藍 王嘉儀（配唱） | 劉小芸 蔡永淳（配唱） | 艾莎   | Elsa        |
| 喬納森·格羅夫 | 陳旭恆                | 張騰                  | 阿克   | Kristoff    |
| 喬什·蓋德     | 少爺占                | 阿Ken                 | 雪寶   | Olaf        |
|  | 邱萬城                |                       | 奧肯   | Oaken       |
| 聖蒂諾·方塔納 | 張預東                | 王辰驊                | 漢斯   | Hans        |
| 保羅·布利格   |                       |                       | 棉花糖 | Marshmallow |

## 製作
2014年4月，迪士尼找两位导演商量短片事宜時，兩人均對接手续作感到战战兢兢，担心无法迎合观众的口味。起初構想以雪寶為中心，但製片團隊很快意識到从安娜和艾莎姐妹的關係入手更为适合，有利于展现艾莎公主的另一面。2014年6月，制作组就开始为短片上映集思广益，总共花费了6个月的时间完成。首席故事美工马克·史密斯提出“要是艾莎感冒如何？”，制作组以此明确了短片的主线。2014年8月，导演组来到录音棚帮助配音员录制音轨。原动画的每位动画师都想回归制作至少一个片段的动画，最后的回归人数也相当可观。2014年秋季，由于《超能陆战队》已基本制作完成，制作群要被迫进行新电影的制作，只好将短片的绘制过程放在短暂的空档期中完成。
2014年9月2日，在美国广播公司播送《冰雪奇缘的幕后故事：一部迪士尼经典的诞生》的同时，迪士尼动画工作室的首席创意总监约翰·拉塞特宣布短片将在不久之后上映，其中包括一首新插曲。《综艺》杂志也在当天透露短片定名为《Frozen Fever》，且原电影的导演克里斯·巴克、珍妮佛·李和编剧彼得·德維寇均回归参与制作。同年12月3日，有传言称艾米·斯克里布纳加入剧组成为联合制片人，而短片将于2015年3月13日与同厂发行的《灰姑娘》一同上映。导演在15年元旦前夕接受联合通讯社采访时说：“无论是动画角色、配音员，还是音乐都带有一种魔力。我不确信观众是否能欣赏这部作品，但我们全然又感受到了那股成功的气息。真是乐趣无穷。”
洛佩兹夫妇谱写的插曲《让你今天过得完美》是短片极为出彩的一环。在加州好莱坞的酋長岩戲院首映现场上，乔什·盖德受《今日美国》采访时，展现出自己对新歌成功的热切期待：“很抱歉各位父母，全世界的孩子们又要为短片新曲大展歌喉了。”

## 發行与反响
本短片于2015年3月13日作为《灰姑娘》的加演片在美国剧院首映。2015年8月11日在Disney Movies Anywhere网站发行数字高清版，之后收录于同月18日发行的“迪士尼动画工作室短片集合”蓝光光碟中。9月15日再收录于《灰姑娘》的蓝光光碟、DVD和数字高清版中。2015年11月9日仅收录本短片的DVD发行，并在Tesco商店的协助下面向全英售卖。
《今日美国》的克劳迪亚·普伊格（Claudia Puig）给予短片三颗星（满分四星）的评价，指出新插曲“使人愉快”，总体评价短片“虽不像原电影那样激动人心、别出心裁，但在这暖人心田的短篇续作中，看这两姐妹依然是一件乐事。”娜塔利·贾米森（Natalie Jamieson）在BBC网站刊文称新曲“悦耳又有趣”。《每日电讯报》的罗比·科林也称赞新曲，称其如“撒了糖粉的美味糕点”一样，并建议洛佩兹夫妇为之后的正片续作提出一些新奇的点子。《纽奥良时代小报》的迈克·斯科特写道：“短片甜蜜、幼稚而又和谐，不管是视觉效果还是主旨内涵都可以和原电影相当。”
而CraveOnline的惠特尼·赛博尔德（Witney Seibold）认为短片“显然是在赞颂消费主义”，迪士尼一直以此毁掉原作品的招牌。《Slate》的丹·科伊斯（Dan Kois）称影片“实在失败，在迪士尼最近的作品中算是头一个失败，在拉塞特领导下的迪士尼作品中算是头一个灾难。”

## 外部連結
- 魔雪奇緣官方網站 （页面存档备份，存于）
- 魔雪奇緣官方的Facebook專頁
- 互联网电影数据库（IMDb）上《冰雪奇缘：生日惊喜》的资料（英文）
- 豆瓣电影上《冰雪奇缘：生日惊喜》的資料 （简体中文）